# قريةولاد عامر سيدي عيسى (ولاد عامر)
قريةولاد عامر سيدي عيسى هو دُوَّار يقع بجماعة مڭرن، إقليم القنيطرة، جهة الرباط سلا القنيطرة في المملكة المغربية. ينتمي الدوّار لمشيخة ولاد عامر التي تضم 8 دواوير. يقدر عدد سكانه بـ 2673 نسمة حسب الإحصاء الرسمي للسكان والسكنى لسنة 2004.

## روابط خارجية
- البوابة الوطنية للجماعات الترابية نسخة محفوظة 12 مارس 2018 على موقع واي باك مشين.
- المندوبية السامية للتخطيط